# Mrs Philarmonica
Mrs Philarmonica (* unsicher: 17. Jahrhundert; † unsicher: 18. Jahrhundert) war ein Pseudonym für eine Komponistin des Spätbarock.

## Eine anonyme Barock-Komponistin
Unter dem Pseudonym „Mrs Philarmonica“ verbirgt sich eine Komponistin des Spätbarock, deren Identität unbekannt ist. Sie wurde durch zwei Druckausgaben von insgesamt zwölf Triosonaten (Teile I und II) in London bekannt, die sich in der British Library, London, (Signatur: g.1032) erhalten haben.
Das Erscheinungsdatum des Druckes ist nirgends angegeben, wird aber auf „um 1715“ geschätzt. Die Lebensdaten des Verlegers Richard Meares, eines Gambisten (ca. 1647–1725), sind dabei ein Anhaltspunkt. Das vom Griechischen abgeleitete weibliche Pseudonym „Philarmonica“ dürfte speziell auf einen musikalischen Hintergrund im Sinne einer akademischen Schulung weisen, übersetzt: Freundin des Zusammenklangs. Über den Grund, anonym zu veröffentlichen, kann man nur mutmaßen. Entweder wollte die Musikerin selbst, aus welchem Grund auch immer, ihren Namen verheimlichen, oder jemand anderes hat diese Druckausgabe zu oder nach ihren Lebzeiten veranstaltet und dabei die Autorin nicht nennen wollen. Die Frage, ob sich ein männlicher Komponist dahinter versteckt, dürfte sich kaum stellen, denn für ein weibliches Pseudonym gab es für einen Komponisten damals keinen vernünftigen Grund – etwa bessere Verkäuflichkeit, die erheblichen Kosten eines Druckes sollten ja gedeckt werden. Die Anrede „Mrs“ lässt auf eine verheiratete Frau schließen, wahrscheinlich aus wohlhabenden Kreisen oder im Schutze eines Förderers, der ihr Werk für wert hielt, veröffentlicht zu werden.

## Die Sonaten
Die zwölf durchwegs viersätzigen Sonaten der Komponistin „Mrs Philarmonica“ sind für zwei Oberstimmen („violins“) mit Begleitung eines Basso continuo (b.c.) komponiert. Auf dem originalen Titelblatt des Londoner Verlags Richard Meares wird der b.c. als „violone o cimbalo“ (Bassgambe oder Cembalo) angegeben. Die Continuostimme selbst ist jedoch mit „Organo“ (Orgel) bezeichnet. Es beteiligen sich somit insgesamt drei Stimmen (Trio) an der Ausführung der Sonaten, wobei der b.c., die tiefste Stimme, variabel besetzt werden kann, sodass sich mehr als drei Musiker beteiligen können. Die Trios zeigen einen gut durchgebildeten, teilweise virtuosen kontrapunktischen Satz mit gekonnten harmonischen Entwicklungen und lassen eine gründliche Schulung vermuten. Für die variable Besetzung des b.c. gibt die Komponistin im ersten Teil der Triosonaten ein praktisches Beispiel:

### Besetzung der Bassstimme
Wie an der modernen Neuausgabe zu sehen, sind die ersten sechs Sonaten (Teil I) nicht nur virtuoser angelegt als die Sonaten des zweiten Teils, sondern zeigen eine Besonderheit: Der bezifferte basso continuo (beziffert= mit Zahlenangaben für die Akkorde des Cembalos, der Orgel oder Laute) wird durch eine zusätzliche „violoncello obbligato“ -Stimme konzertierend umspielt, sodass damit zwei eigenständige Instrumentalstimmen für die gleichzeitige Ausführung des b.c. bereitliegen, zum Akkordinstrument Cembalo oder Orgel (linke Hand Basslinie, rechte Hand Akkorde) also ein zusätzliches, virtuoses Cello oder eine Gambe.

### Corellis Beispiel
Mrs Philarmonicas Sonaten beginnen alle mit einem Adagio- oder Largosatz nach dem Muster der italienischen Sonata da chiesa des Arcangelo Corelli, die damals in Europa beispielgebend wirkte. So hat der Verlag des Richard Meres auch eine Ausgabe der Sonaten op. V von Corelli herausgebracht. Auf das Beispiel Corellis verweist auch die bei Mrs Philarmonica wie bei ihm lautende Bezeichnung „violono o [oder] cimbalo“.

### Richard Meares
Der Londoner Musikverleger Richard Meares gehörte zu den Verlegern der Werke Georg Friedrich Händels, wobei er mit dem Händelfreund Christopher Smith zusammenarbeitete. Meares muss ein virtuoser Gambist gewesen sein, „eine berühmte division de viol“, das ist die englische Entsprechung zu einer Viola bastarda, einer Virtuosengambe für figuratives Spiel, geht auf ihn zurück. So könnte die Komponistin beim ersten Teil ihrer Trios möglicherweise an die virtuose Kunst ihres Gambe-spielenden Verlegers gedacht haben. Allerdings lag die große Zeit des englischen Gambenspiels im vergangenen 17. Jahrhundert, und das wendigere Cello löste nun die Gambe ab.

## Werke
Neudruck:
Mrs. Philarmonica, 12 Triosonaten für 2 Violinen und B.c., bzw. Violoncello obligato und B.c. (angenommene Veröffentlichung um 1715). Furore-Edition 448, Kassel 2004, ISMN M-50012-948-6.